# ヘロニモ・ルジ
ヘロニモ・ルジ（Gerónimo Rulli, 1992年5月20日 - ）は、アルゼンチン・ブエノスアイレス州ラプラタ出身のサッカー選手。オリンピック・マルセイユ所属。アルゼンチン代表。ポジションはGK。

## 経歴
アルゼンチンのエストゥディアンテス・デ・ラ・プラタのユースチームでキャリアをスタートさせ、2011年にトップチーム昇格した。
2014年7月24日、ウルグアイのデポルティーボ・マルドナドに移籍し、スペインのレアル・ソシエダにレンタル移籍した。
2016年7月19日、移籍金400万ポンドでマンチェスター・シティへ移籍した。2016-17シーズン前半はレアル・ソシエダへローンバックされ、2017年1月にレアル・ソシエダへ完全移籍で復帰した。
2020年9月4日、ビジャレアルCFと4年契約を締結したことが発表された。しかしチームには元スペイン代表のベテランセルヒオ・アセンホが健在。自身の出場はカップ戦(主にヨーロッパリーグ)に限られた。2020-21シーズンのヨーロッパリーグ決勝のマンチェスター・ユナイテッド戦では延長PK戦でダビド・デ・ヘアのキックをストップ、クラブに初のヨーロッパの舞台でのタイトルをもたらした。
2021-22シーズンはUEFAスーパーカップのチェルシー戦こそは控えスタートとなるもリーグ開幕戦はアセンホに代わって先発に抜擢。以降もレギュラーの座を掴み、シーズン終了まで正GKとして活躍した。
2023年1月6日、エールディヴィジのアヤックス・アムステルダムに3年半契約で移籍した。
2024年8月11日、オリンピック・マルセイユに移籍した。

## 代表
2015年3月20日、アルゼンチンA代表に初招集された。
2022年11月22日、2022 FIFAワールドカップのメンバーに選出された。大会を通して自身の出場は無かったが、チームの優勝に貢献した。
2024年6月15日、コパ・アメリカ2024の出場するアルゼンチン代表メンバーに選出された。
2024年7月2日、パリオリンピックに出場するU-23アルゼンチン代表メンバーにオーバーエイジ枠で選出された。正守護神として4試合に出場した。

## 代表歴

### 出場大会など
- アルゼンチン代表
  - 2022 FIFAワールドカップ

### 試合数
- 国際Aマッチ 6試合 0得点（2018年-）[14]

| アルゼンチン代表 | 国際Aマッチ | 国際Aマッチ |
| 年               | 出場        | 得点        |
| ---------------- | ----------- | ----------- |
| 2018             | 2           | 0           |
| 2019             | 0           | 0           |
| 2020             | 0           | 0           |
| 2021             | 0           | 0           |
| 2022             | 2           | 0           |
| 2023             | 0           | 0           |
| 2024             | 2           | 0           |
| 通算             | 6           | 0           |

## タイトル

### クラブ
ビジャレアル
- UEFAヨーロッパリーグ：2020-21

### 代表
アルゼンチン代表
- アルテミオ・フランキ・トロフィー：2022
- FIFAワールドカップ：2022
- コパ・アメリカ: 2024